# Cinco amiguetes
Cinco amiguetes és el títol d'una sèrie de còmic de Jaume Rovira. Va néixer de manera fortuïta a la revista Mortadelo, constituïda com a sèrie el 1978 per a la revista Zipi i Zape, on s'hi on s'hi va publicar la majoria de les seves aventures.

## Creació i trajectòria editorial
La història va sorgir a partir d'una historieta sobre una colla de nens que Jaume Rovira va dibuixar per a un número especial de la revista Mortadelo. L'autor també va confessar inspirar-se en la seva pròpia infància en crear les aventures dels Cinco amiguetes, encara que cap d'ells està basat en un personatge real:
| « | "[...]jo sempre he viscut a prop del camp, i caminava amb els meus amiguets en pandilla, construïem cabanes, trampes, jugàvem a guerres, així com l'emocionant "art" de robar fruita, l'adrenalina quan ens descobrien i havíem de sortir corrent. Vaig tenir el que es diu una infantesa feliç, una mica salvatge i plena d'aventures i imaginació, força comuna en aquesta època i molt diferent a la dels nois d'ara (al 1982) que, disposant d'altres mitjans, videojocs, ordinadors, etc, viuen més tancats a casa i segurament en ells mateixos, i això no sembla massa positiu per a un nen. Però els meus dibuixos no tenien cap pretensió pedagògica ni res que s'hi assemblès, sinó, simplement, recrear un món on la imaginació i el contacte amb la natura era el més important. Estimular la imaginació dels nens, donar-los un toc d'aventura, enriquir el seu món, que no s'oblidin que, a més dels videojocs també hi ha la natura, els animals, el camp, el carrer, la gent..." - Jaume Rovira. | » |

 Va aparèixer en les revistes juvenils setmanals Zipi i Zape, Mortadelo i Pulgarcito, remuntant vinyetes del seu format original. Tot i que la majoria de les seves historietes consten de dues pàgines, en ocasions especials, com nombres grans o commemoratius, apareixien historietes més llargues.
A l'època d'Ediciones B va protagonitzar un àlbum monogràfic de la Col·lecció Olé, amb la doble numeració 416-V.25 que incloïa la única historieta del grup de 44 pàgines, Baile de disfraces.

## Argument i personatges
És el dia a dia de cinc nens de ciutat (d'edats indefinides, entre els set i els dotze anys) que gaudeixen de freqüents excursions campestres i aventures amb personatges molt diferents (familiars de visita, captaires, policies...).

### Personatges
- Tato és un noi gros i ros, que porta sempre un jersy negre amb una T. És el més representatiu de tot el grup. D'idees simples i directes. Sol estar pensant en menjar pràcticament tot el temps.
- Manolo, és un noi petitó i ros, que sempre porta un pitet, de gran cor.
- Bibi, és l'única component femenina del grup. Rossa, com Manolo, sol enfrontar-se a Tato i a Nacho.
- Juanjo, D'aspecte semblant a Manolo, però més alt i morè. El seu tret més característic és el sentit comú. És el germà gran de Tato.
- Nacho, l'intel·lectual del grup. Alt, ros, pèl arrissat i ulleres, a mitges entre inventor i filòsof.
- Pirata és el gos que acompanya al grup en la majoria de les seves aventures. Tot i que el lector és capaç de saber el que pensa a través dels globus de pensament, els cinc amiguets no. Era un gos que tenia l'autor, molt tranquil, que estava sempre al seu estudi.[5]